# Vila Elena i Maria
Vila Elena i Maria (tal. Villino Elena e Maria) je palača u Napulju. Podignuta je 1904. prema nacrtu inženjera Michelea Capoa i arhitekta Ettorea Bernicha, koji su je postavili u skladu sa secesijskim stilom koji je tih godina bio arhitektonski dominantan u gradu, ali ističući brojne izrazito eklektične aspekte, počevši od portala i pompoznih ukrasa.
Struktura, smještena na početku esplanade San Martino, ima dva kata s malom krovnom terasom na vrhu. Središnja struktura u stilu slobode, s balkonima u detaljnim motivima od kovanog željeza, čini oštar kontrast s dva krila, u neoklasičnom stilu. Ovi kontrasti tipični su za eklektični stil vile. Fino su obrađeni i željezni elementi (u skladu s cvjetnim trendom) koji se nalaze na balkonima, ali i u ogradi vanjskog stubišta. Na pročelju se ponavljaju natpisi i štukature u pomorskom stilu, dok je sporedni ulaz, na broju 43, prepun raskošnih eklektičnih štukatura i koji nosi još jedan natpis, koji poziva da pogledate očaravajuću sirenu (tal. mirare l'incantevole sirena).

## Vanjske poveznice
|  | Zajednički poslužitelj ima još gradiva o temi Vila Elena i Maria |